# Roberto Zárate (Fußballspieler, 1932)

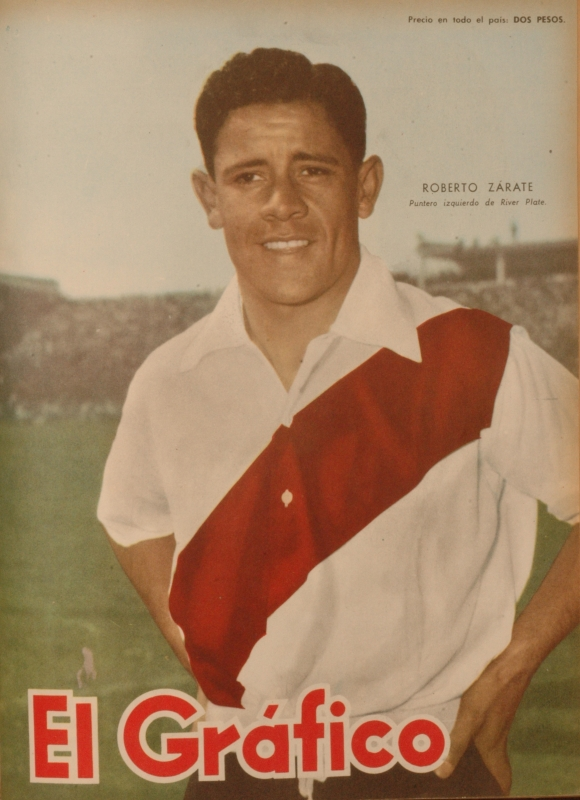
Roberto Zárate (1956)

Roberto Héctor Zárate (* 15. Dezember 1932 in Buenos Aires; † 6. November 2013) war ein argentinischer Fußballspieler.
Er spielte als Stürmer von 1950 bis 1959 für River Plate sowie von 1960 bis 1969 für den CA Banfield. Auch in der Argentinischen Fußballnationalmannschaft kam er zum Einsatz.